# Phyllodoce melaena
Phyllodoce melaena är en ringmaskart som beskrevs av Monro 1939. Phyllodoce melaena ingår i släktet Phyllodoce och familjen Phyllodocidae. Inga underarter finns listade i Catalogue of Life.